# Ангольські міомбові рідколісся
Ангольські міомбові рідколісся (ідентифікатор WWF: AT0701) — афротропічний екорегіон тропічних та субтропічних луків, саван і чагарників, розташований в Центральній Анголі та на південному заході Демократичної Республіки Конго.

## Географія
Екорегіон ангольських міомбових рідколісь охоплює плато та пологі пагорби, розташовані на більшій частині Анголи, а також в провінції Кванго на південному заході ДР Конго. Він утворює найзахіднішу частину великого поясу міомбових рідколісь, поширених на значних територіях Замбезії. На північ і північний схід від регіону поширені західноконголезькі та південноконголезькі лісосавани, а на південь від нього, на сухих калахарійських пісках ростуть бейкієві рідколісся Замбезії. В горах Ангольського уступу екорегіон переходить у савани та рідколісся Ангольського уступу, а на найвищих вершинах — у гірські ліси та луки Анголи. На схід від екорегіону поширені міомбові рідколісся Центральної Замбезії, сухі вічнозелені ліси Замбезії та луки Західної Замбезії.
Більша частина екорегіону розташована на висоті 1000-1500 м над рівнем моря, на території Центрального плато, де беруть початок багато великих річок. Серед них слід відзначити Кубанго, яка тече на південний схід і впадає у безстічний басейн Калахарі, утворюючи велику внутрішню дельту, Лунгвебунгу та Квандо, які течуть на схід і впадають в Замбезі, Касаї та її притоку Кванго, які течуть на північ і впадають в Конго, а також Кванзу та Кунене, які течуть на захід і впадають в Атлантичний океан.
З геологічної точки зору основу екорегіону складають гравелітові пісковики Кару, глибокі еолові піски Калахарі та гнейси, гнейсові граніти і метаморфізовані відклади докембрійського фундаменту. Ґрунти, як правило, добре дреновані, сильно вилуговані та бідні на поживні речовини, мають тенденцію до окислення. У деяких районах, зокрема на сході екорегіону, обмежений дренаж може призвести до сезонного заболочення. Через бідність ґрунтів, які обмежують сільськогосподарський потенціал, а також через широку присутність мухи цеце (Glossina), густота населення в екорегіоні є відносно низькою, за винятком західної частини регіону.

## Клімат
На півночі екорегіону переважає саванний клімат (Aw за класифікацією кліматів Кеппена), на півдні — вологий субтропічний клімат (Cwa за класифікацією Кеппена), а в горах — високогірний субтропічний клімат (Cwb за класифікацією Кеппена). Зі зменшенням широти та зі збільшенням висоти над рівнем моря кількість опадів збільшується, а температура знижується. Середня максимальна температура на півдні регіону становить близько 30 °C, на більшій частині екорегіону — 27 °C, а в горах — 24 °C. Мінімальна температура коливається від 15-18 °C у рівнинних районах до 9 °C у більшості високогірних районів у західній і центральній частинах екорегіону. Середньорічна кількість опадів коливається від менш ніж 800 мм на півдні до приблизно 1400 мм на півночі і заході. Влітку спостерігається значне збільшення кількості опадів.

## Флора
Рослинний покрив екорегіону представлений рідколіссями міомбо, які перемежовуються едафічними та вторинними луками, а також ділянками більш густих лісів.
Міомбо відрізняються від інших саван, рідколісь та лісів Африки домінуванням в них дерев з підродини цезальпінієвих (Caesalpinioideae), зокрема різних видів брахістегій (Brachystegia spp.), жюльбернардій (Julbernardia spp.) та ізоберліній (Isoberlinia spp.), які рідко зустрічаються поза межами міомбо. Серед найбільш поширених в міомбо дерев слід відзначити зеброве дерево (Brachystegia spiciformis), дерево мухеса (Julbernardia paniculata) та ангольське копалове дерево (Copaifera baumiana). Також в лісистих саванах регіону зустрічаються пишноцвіті брахістегії (Brachystegia floribunda), брахістегії Бьома (Brachystegia boehmii), брахістегії Госсвайлера (Brachystegia gossweileri), брахістегії Вангерме (Brachystegia wangermeeana), довголисті брахістегії (Brachystegia longifolia), брахістегії Бейкера (Brachystegia bakeriana), родезійські копалові дерева (Guibourtia coleosperma) та ангольські ізоберлінії (Isoberlinia angolensis). Крони дерев в міомбо розташовані на висоті 5-10 м над землею, чагарниковий ярус в них рідкісний або відсутній, натомість в підліску поширені різноманітні трави до 2 м заввишки. Серед трав, поширених в міомбо, слід відзначити вишневий моноцимбій (Monocymbium ceresiiforme), а також різні види лудетії (Loudetia spp.), гіпарренії (Hyparrhenia spp.) та триколоса (Tristachya spp.). Більшість дерев та кущів, поширених в міомбо, скидають листя наприкінці сухого сезону, і стоять голими протягом деякого часу, зазвичай менше трьох місяців. За кілька тижнів до початку дощів на деревах розпускається молоде яскраво-червонувате листя. У деяких видів молоде листя має яскраво-зелене забарвлення. У той самий період безпосередньо перед початком сезону дощів у більшості дерев, поширених в міомбо, починається сезон цвітіння. Серед інших сухих тропічних рідколісь міомбо вирізняються домінуванням ектомікрозових грибів, деякі з яких є їстівними. Внаслідок цього у мешканців регіону є традиція споживання грибів, яка також широко поширена в інших міомбових регіонах, але здебільшого відсутня в інших лісах Тропічної Африки.
На сезонно заболочених ґрунтах поблизу водних потоків рідколісся змінюються луками, де домінують різні види лудетії (Loudetia spp.), бородачника (Andropogon spp.) та триколоса (Tristachya spp.). У перехідній зоні між узліссями міомбо та луками поширені відкриті рідколісся, основу яких складають різні види уапак (Uapaca spp.), піліостігм (Piliostigma spp.), аннонових (Annona spp.), ентадових (Entada spp.) та коралових дерев (Erythrina spp.). В центральній та північно-східній частинах екорегіону, вздовж річок, що належать до басейну Конго, поширені галерейні ліси, флора яких подібна до флори гвінейсько-конголезьких лісів. Також в басейні річки Конго трапляються трав'янисті рівнини, по яким розкидані чагарники. На сезонно затоплюваних трав'янистих рівнинах, розташованих в басейні Замбезі, переважає звичайна лудетія (Loudetia simplex). На північному сході екорегіону зустрічаються невеликі ділянки вічнозелених сухих рідколісь, основу яких складають загостренолисті маркешії (Marquesia acuminata), родезійські копалові дерева (Guibourtia coleosperma) та листопадні криптосепалуми (Cryptosepalum exfoliatum). У більш сухих південних частинах екорегіону зустрічаються мопанові дерева (Colophospermum mopane) та замбезійські тикові дерева (Baikiaea plurijuga).
Важливим екологічним фактором, який впливає на міомбові рідколісся, є пожежі. Значна сезонність опадів призводить до того, що дерева залишаються сухими протягом кількох місяців у році, а грози на початку сезону дощів можуть легко запалити рослинність. Крім того, що савани регіону від природи вразливі до пожеж, протягом тисячоліть люди навмисно підпалювали їх з метою полювання або розчистки землі під поля та пасовища. Там, де це відбувалося регулярно, рідколісся перетворилися на більш відкриті савани, по яким розкидані вогнетривкі дерева. Загалом флористичне різноманіття екорегіону є високим, хоча різноманіття основних порід дерев є відносно низьким.

## Фауна
В межах екорегіону зустрічається понад 170 видів ссавців. Загалом теріофауна екорегіону є біднішою, ніж теріофауна саван, поширених на південь від регіону, або гвінейсько-конголезьких лісів, поширених на північ від нього. Через бідність ґрунтів регіону міомбова рослинність також є бідною на поживні речовини. Це, разом із суворим сухим сезоном і тривалою посухою, обмежує чисельність і біомасу великих травоїдних тварин, а також зміщує їх видовий склад у бік більших видів, таких як саванні слони (Loxodonta africana) та африканські буйволи (Syncerus caffer caffer), які можуть харчуватися низькокалорійною їжею. Також в регіоні поширені великі антилопи, зокрема кінські антилопи (Hippotragus equinus), конгоні Ліхтенштайна (Alcelaphus buselaphus lichtensteinii) та ендемічні чорні антилопи (Hippotragus niger variani), які спеціалізуються на поїданні калорійних пагонів високої трави. Копитні тварини, які спеціалізуються на поїданні листя, в міомбо зустрічаються дуже рідко через нестачу корму в сухий сезон, низьку якість листя та високі, недоступні для більшості тварин крони дерев.
На відміну від міомбових рідколісь, інші рослинні угруповання регіону, такі як савани і луки, поширені на річкових терасах та в заплавах, забезпечують чудовий корм і приваблюють велику кількість різноманітних копитних тварин. Так, ангольські жирафи (Giraffa angolensis) рідко трапляються в міомбо, однак часто зустрічаються в заплавах та саванах на півдні регіону. Південні бушбоки (Tragelaphus sylvaticus), блакитні дуїкери (Philantomba monticola) та жовтоспинні дуїкери (Cephalophus silvicultor) віддають перевагу більш густим лісам, тоді як сітатунги (Tragelaphus spekii selousi), смагляві коби (Kobus ellipsiprymnus), лехве (Kobus leche), пуку (Kobus vardonii) та звичайні бегемоти (Hippopotamus amphibius) трапляються на болотах та інших водно-болотних угіддях. На відкритих, трав'янистих, сезонно затоплюваних луках мешкають антилопи топі (Damaliscus lunatus lunatus). Також в екорегіоні зустрічаються блакитні гну (Connochaetes taurinus taurinus), звичайні канни (Taurotragus oryx), великі куду (Tragelaphus strepsiceros cottoni) та орібі (Ourebia ourebia). На півдні та сході регіону трапляються рідкісні зебри Чепмена (Equus quagga chapmani).
Серед великих хижих ссавців, поширених в регіоні, слід відзначити лева (Panthera leo), африканського леопарда (Panthera pardus pardus), смугастого шакала (Lupulella adusta) та плямисту гієну (Crocuta crocuta), а також рідкісних південноафриканських гепардів (Acinonyx jubatus jubatus) та гієнових собак (Lycaon pictus). Серед дрібних хижаків слід відзначити степового кота (Felis lybica), сервала (Leptailurus serval), звичайного каракала (Caracal caracal) та ангольську генету (Genetta angolensis), яка мешкає лише у міомбових рідколіссях. В саванах регіону зустрічаються бабуїни (Papio cynocephalus), а в міомбо — панголіни Теммінка (Smutsia temminckii) та африканські трубкозуби (Orycteropus afer), які живляться численними мурахами та термітами. Ендеміками екорегіону є дендромиші Вернея (Dendromus vernayi), ангольські отомиші (Otomys anchietae) та смугасті кажани Мачадо (Glauconycteris machadoi).
Орнітофауна екорегіону вирізняється високим різноманіттям. Міомбові рідколісся, поширені в басейні Замбезі, зазвичай мають більше спільних видів із Західною Замбією, тоді як рідколісся, поширені в басейні Конго, мають спільні види з півднем ДР Конго. Серед характерних птахів, поширених в ангольських міомбо, слід відзначити замбійську синицю (Melaniparus griseiventris), рудочереву синицю (Melaniparus rufiventris), міомбового сорокопуда (Lanius souzae), ангольського скеляра (Monticola angolensis), рудоголового кромбека (Sylvietta ruficapilla), ангольського ткачика (Ploceus angolensis), краплистоволу мухоловку (Muscicapa boehmi), міомбову альзаколу (Cercotrichas barbata), міомбову зебринку (Calamonastes undosus), чорносмугу жовтобрюшку (Eremomela atricollis) та ендемічну чорнохвосту таміку (Cisticola melanurus). Птахи, що гніздяться в міомбових рідколіссях, зазвичай мають відносно короткий сезон розмноження та починають гніздуватися одразу перед початком або під час сезону дощів. Деякі види, зокрема червононогі бігунці (Rhinoptilus chalcopterus), малі чайки (Vanellus lugubris), міомбові дрімлюги (Caprimulgus pectoralis) та ангольські дрімлюги-прапорокрили (Caprimulgus vexillarius) очікують на сезонні пожежі, які мають забезпечити їм місце для гніздування. Ці птахи гніздяться ранньою весною, після сезону пожеж, який зазвичай триває наприкінці зими.
На водно-болотних угіддях екорегіону зустрічається велика кількість водоплавних птахів. Серед птахів, поширених на болотах регіону, слід відзначити буру очеретянку (Acrocephalus rufescens), темноголового жовтовика (Iduna natalensis), крикливу таміку (Cisticola pipiens), замбійського ткачика (Ploceus temporalis), сенегальського ябіру (Ephippiorhynchus senegalensis), африканського марабу (Leptoptilos crumeniferus), чаплю-велетня (Ardea goliath) та білошийого журавля (Grus carunculata).
Безхребетні (зокрема терміти та гусениці) є важливою складовою фауни міомбових рідколісь. Час від часу в регіоні відбуваються спалахи чисельності гусені, які можуть знищити велику кількість рослинної біомаси. Термітники, які зустрічаються по всьому екорегіону, змінюють властивості ґрунту, створюючи плями, багаті на поживні та органічні речовини, серед бідного на них ландшафту. Це, в свою чергу, призводить до поширення специфічної рослинності, яка помітно відрізняється за структурою та видовим складом від навколишньої флори. Фауна термітників також є характерною, оскількі ці структури забезпечують притулок, оглядові точки та їжу для багатьох видів. Особливі харчові мережі розвиваються як навколо активних, так і навколо покинутих термітників.

## Збереження
Близько 5,72 % площі екорегіону є заповідними територіями. Природоохоронні території включають: Національний парк Камея, Національний парк Кангандала, Національний парк Мавінга, Національний парк Мупа та Інтегральний природний заповідник Луандо.